# سونیک بوم: ظهور لیریک
سونیک بوم: ظهور لیریک (به انگلیسی: Sonic Boom: Rise of Lyric)، یک بازی در سبک اکشن-ماجراجویی معمایی ساخت بیگ رد باتن می‌باشد که در ۱۱ نوامبر سال ۲۰۱۴ توسط سگا برای کنسول وی یو منتشر گردید.

## واکنش‌ها
| گردآورنده | امتیاز |
| --------- | ------ |
| متاکریتیک | ۳۳/۱۰۰ |

| ناشر                | امتیاز |
| ------------------- | ------ |
| دستراکتید           | ۵/۱۰   |
| گیم اینفورمر        | ۳/۱۰   |
| آی‌جی‌ان              | ۴.۳/۱۰ |
| نینتندو لایف        | [ ۷ ]  |
| نینتندو ورلد ریپورت | ۵/۱۰   |

## داستان
در حالی که سونیک، تیلز، ناکلز و ایمی در تعقیب دکتر اگمن بودند، به یک مقبره باستانی برخوردند که تصاویری از سونیک و تیلز بر روی در ورودی آن حکاکی شده بود. اگرچه ایمی سعی کرد مانع از باز کردن در شود، اما وقتی متال سونیک به آنها حمله کرد، سونیک در را باز کرد و آنها به داخل فرار کردند. در داخل، با لیریک مواجه شدند؛ یک مار زنگی زرهپوش که آخرین بازمانده از تمدن باستانی "انسینتس" بود.  
لیریک سونیک را از وقایع هزار سال پیش به خاطر آورد و آنها را به دام انداخت، اما تیلز موفق شد محدودیتهایشان را غیرفعال کند و آنها را به "انرژی بیم" تبدیل کند تا از آن استفاده کنند. پس از ملاقات با کلیف، گروه متوجه شد که لیریک قصد داشته از کریستال‌های کائوس برای قدرت‌دهی به ارتش ربات‌هایش استفاده کند و همه موجودات زنده را نابود کرده تا جهان را با ربات‌ها جایگزین کند. اما انسینتس پس از آگاهی از نقشه‌اش، او را زندانی کردند. گروه سپس تصمیم گرفتند قبل از لیریک، کریستال‌ها را پیدا کنند.  
در یک تأسیسات تحقیقاتی متروکه، آنها با "مایا" آشنا شدند؛ یک ربات که علیه لیریک شورش کرده بود. مایا با ایجاد یک پورتال، به سونیک و تیلز کمک کرد تا هزار سال به گذشته سفر کنند و نقشه محل کریستال‌ها را به دست آورند. در آنجا، شادو به آنها حمله کرد، اما آنها او را شکست دادند و نقشه را از تأسیسات تسلیحاتی لیریک به دست آوردند، سپس او را در داخل تأسیسات به دام انداختند تا انسینتس او را زندانی کنند.  
لیریک با اکراه با اگمن متحد شد، اما پس از شکست این اتحاد، به او خیانت کرد و متال سونیک را علیه او برنامه‌ریزی کرد. گروه، متال سونیک و اگمن را شکست دادند و آخرین کریستال کائوس را به دست آوردند، اما لیریک با ربات‌هایش به آنها حمله کرد و خواستار تسلیم شدن کریستال‌ها شد. با اینکه سونیک مقاومت کرد، تیلز، ناکلز و ایمی کریستال‌ها را تحویل دادند. سپس ربات‌های لیریک به سونیک حمله کردند و او زیر آوار مدفون شد و ظاهراً کشته شد.  
با این حال، سونیک زنده ماند و گروه برای متوقف کردن لیریک به مخفیگاه او رفتند. در طول نبرد، لیریک انرژی بیم‌ها را برای به دام انداختن گروه برنامه‌ریزی مجدد کرد، اما اگمن به طور غیرمنتظره‌ای به لیریک حمله کرد و گروه را آزاد ساخت. سونیک با کمک دوستانش، لیریک را شکست داد و دستگاه کنترل فناوری او را از کار انداخت. گروه جشن گرفتند، اما در حالی که آنها خبر نداشتند، اگمن دستگاه را برداشت و از آن برای احیای متال سونیک استفاده کرد.